# Amor & pasión
Amor & pasión es el séptimo álbum de estudio del grupo musical de crossover clásico Il Divo, formado por un cuarteto vocal masculino cuyos miembros son Urs Bühler, Carlos Marín, David Miller y Sébastien Izambard. Grabado en los estudios Art House Studios de Miami, publicado el 6 de noviembre de 2015 y producido por Julio Reyes Copello, con arreglos de Carlos Fernando López y Juan Camilo Arboleda.
Con su publicación, el sexto álbum de Il Divo, Amor & pasión debuta en la primera semana en el número 1 de la lista Latin Albums Chart, con 5 mil copias vendidas en América en la primera semana, según la revista Billboard. En España, debutaron en la primera semana del lanzamiento, en el décimo puesto de ventas de la lista española Top 100 Álbumes.
La gira del disco, Amor & Pasión Tour dará comienzo el 16 de febrero de 2016 en Dubái, Emiratos Árabes, y terminará, tras ocho meses de gira mundial, pasando por Asia y Europa, el 19 de noviembre de 2016 en California, Estados Unidos. En España ofrecerán un total de 5 conciertos, el 5-6-8-10 de junio y 3 de agosto de 2016, en el Auditorio del Fórum de Barcelona; en el Palacio de Deportes de la Comunidad de Madrid (Barclaycard Center); en el Bizkaia Arena de Baracaldo; en el Coliseum da Coruña en La Coruña; y en Marbella, respectivamente. 

## Antecedentes
Il Divo confirmó que el disco se encontraba en etapas de grabación desde principios del año 2015. El disco se grabó en los estudios Art House Studios de Miami y es publicado el 6 de noviembre de 2015 en Europa, el 13 de noviembre en América, el 23 de noviembre en el resto del mundo, y el 28 de octubre en Ásia.
El jueves, 24 de septiembre de 2015, se iniciaba la campaña de promoción previa a la publicación del álbum, a través de la web de IlDivo.com, de su discográfica Sony.com y de Amazon.com.
Para la promoción del disco, un mes antes de su publicación, se escucha la canción «Por una cabeza» en las radios de todo el mundo, como en la BBC Radio 2 inglesa. El 21 de octubre, Il Divo realiza la primera aparición pública para promocionar el sexto álbum, en el programa Despierta América de la cadena estadounidense Univision, desde Miami, interpretando su primer single «Si voy a perderte». Seguidamente, continúan su promoción por tierras de Japón, apareciendo entre otros, en el programa 「あさイチ」 (mercado de la mañana, en español) de la cadena NHK el 31 de octubre. Iniciaron el mes de noviembre en Londres, en donde el día 2 actuaron en la gala de premios Music Industry Trusts Award, en el que homenajeaban a Simon Cowell, el día 3 intervinieron en la cadena de televisión QVC de Reino Unido, y en día 4 en el programa Loose Women de la cadena británica ITV1, entre otros. El 7 de noviembre interpretaron en el programa ¡Qué tiempo tan feliz! de la cadena Telecinco de España, la canción «Abrázame».

## Producción
En el mes de julio de 2015 es iniciada la campaña fotográfica para su séptimo álbum y la grabación de su nuevo videoclip en las calles de la ciudad de Tepoztlán, en México, bajo la producción de CTT Exp & Rentals.

## Contenido
El álbum contiene únicamente canciones interpretadas en español —primer disco íntegro en un mismo idioma—, algunas de las cuales eran conocidas también por su título en inglés: «Por una cabeza», el tango compuesto por Carlos Gardel y Alfredo Le Pera en 1935 que aparece en las bandas sonoras de las películas La lista de Schindler, Esencia de mujer de Al Pacino o Sr. y Sra. Smith; «Abrázame», de Julio Iglesias y Rafael Ferro García; «Si voy a perderte (Don't Wanna Lose You)», compuesta por Gloria Estefan en 1989; «Quizás, quizás, quizás (Perhaps, Perhaps, Perhaps)», del compositor Osvaldo Farrés escrita en 1947; «Bésame mucho», de la compositora Consuelito Velázquez escrita en 1940; «¿Quién será? (Sway)», mambo compuesto en 1953 por Pablo Beltrán Ruiz, Luis Demetrio y Norman Gimbel; «Volver», tango de Carlos Gardel compuesta en 1934; el bolero «Historia de un amor» de Carlos Eleta Almarán escrito en 1955; «Eres tú», del compositor Juan Carlos Calderón compuesta en 1973; el bolero «Contigo en la distancia» de César Portillo de la Luz escrito en el año 1946; «A las mujeres que amé (To All the Girls I've Loved Before)», de Hal David y Albert Hammond compuesta en 1983; y la emblemática Himno de la alegría (Ode to Joy) de Ludwig van Beethoven compuesta en 1785, caracterizada con un toque latino.

### Sencillos
- «Por una cabeza» [20]
- «Si voy a perderte (Don't Wanna Lose You)» [21]
- «Bésame mucho» [22]
- «Abrázame» [23]
- «Quizás, quizás, quizás» [24]

## Lista de canciones

### Edición Internacional
| N.º   | Título                                                       | Escritor(es)                                                                      | Duración |  |
| 1.    | «Por una cabeza»                                             | Carlos Gardel; Alfredo Le Pera                                                    | 3:44     |  |
| 2.    | «Abrázame»                                                   | Julio Iglesias; Rafael Ferro García                                               | 3:27     |  |
| 3.    | «Si voy a perderte (Don't Wanna Lose You)»                   | Gloria Estefan                                                                    | 4:47     |  |
| 4.    | «Quizás, quizás, quizás (Perhaps, Perhaps, Perhaps)»         | Osvaldo Farrés                                                                    | 2:15     |  |
| 5.    | «Bésame mucho»                                               | Consuelo Velázquez                                                                | 2:31     |  |
| 6.    | «¿Quién será? (Sway)»                                        | Pablo Beltrán Ruiz; Luis Demetrio; Norman Gimbel                                  | 3:01     |  |
| 7.    | «Volver»                                                     | Carlos Gardel                                                                     | 3:12     |  |
| 8.    | «Historia de un amor»                                        | Carlos Eleta Almarán                                                              | 3:29     |  |
| 9.    | «Eres tú»                                                    | Juan Carlos Calderón                                                              | 4:04     |  |
| 10.   | «Contigo en la distancia»                                    | César Portillo de la Luz                                                          | 2:51     |  |
| 11.   | «A las mujeres que amé (To All the Girls I've Loved Before)» | Hal David; Albert Hammond                                                         | 4:32     |  |
| 12.   | «Himno de la alegría (Ode to Joy)»                           | Ludwig van Beethoven; Amado Regueiro Rodríguez; Osvaldo Nicolás Ferraro Gutiérrez | 3:43     |  |
| 43:06 |                                                              |                                                                                   |          |  |

## Créditos y personal
Il Divo
- Carlos Marín – barítono
- Sébastien Izambard – tenor
- David Miller – tenor
- Urs Bühler – tenor

Producción
- Julio Reyes Copello – productor
- Alberto Quintero – ingeniería, mezclador Tracks 1-10, 12
- María Elisa Ayerbe - ingeniería, mezclador Track 11
- Jan Holzer, Vitek Kral, Andrés Bermúdez, Gabriel Saenz, Carlos Fernando López, David Alsina, Ricardo López Lalinde, – ingeniería
- Dick Beetham – masterización

Otros músicos
- David Alsina - Bandoneón
- Dan Warner – Guitarra
- Leo Quintero – Guitarra
- Guillermo Vadalá – bass
- Julio Reyes Copello – piano, programación, arreglos
- Richard Bravo – percusión
- Juan Camilo Arboleda – arreglos orquestales
- Alberto Quintero – percusión adicional, bajo y programación.
- Carlos Fernando López – arreglos orquestrales, programación
- Ricardo López Lalinde – programación